# Історія євреїв у Швейцарії

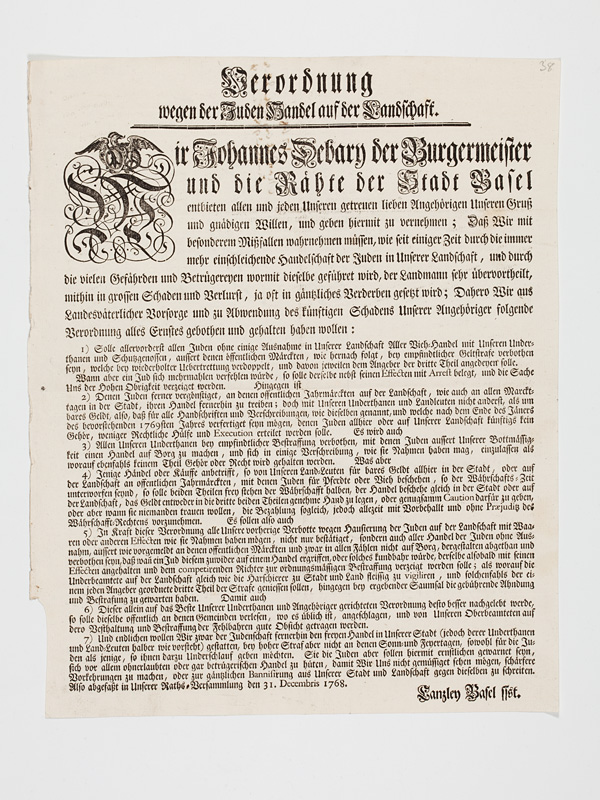
«Указ про єврейську сільську торгівлю» («Verordnung wegen der Juden Handel auf der Landschaft», 1768), у колекції Єврейського музею Швейцарії.

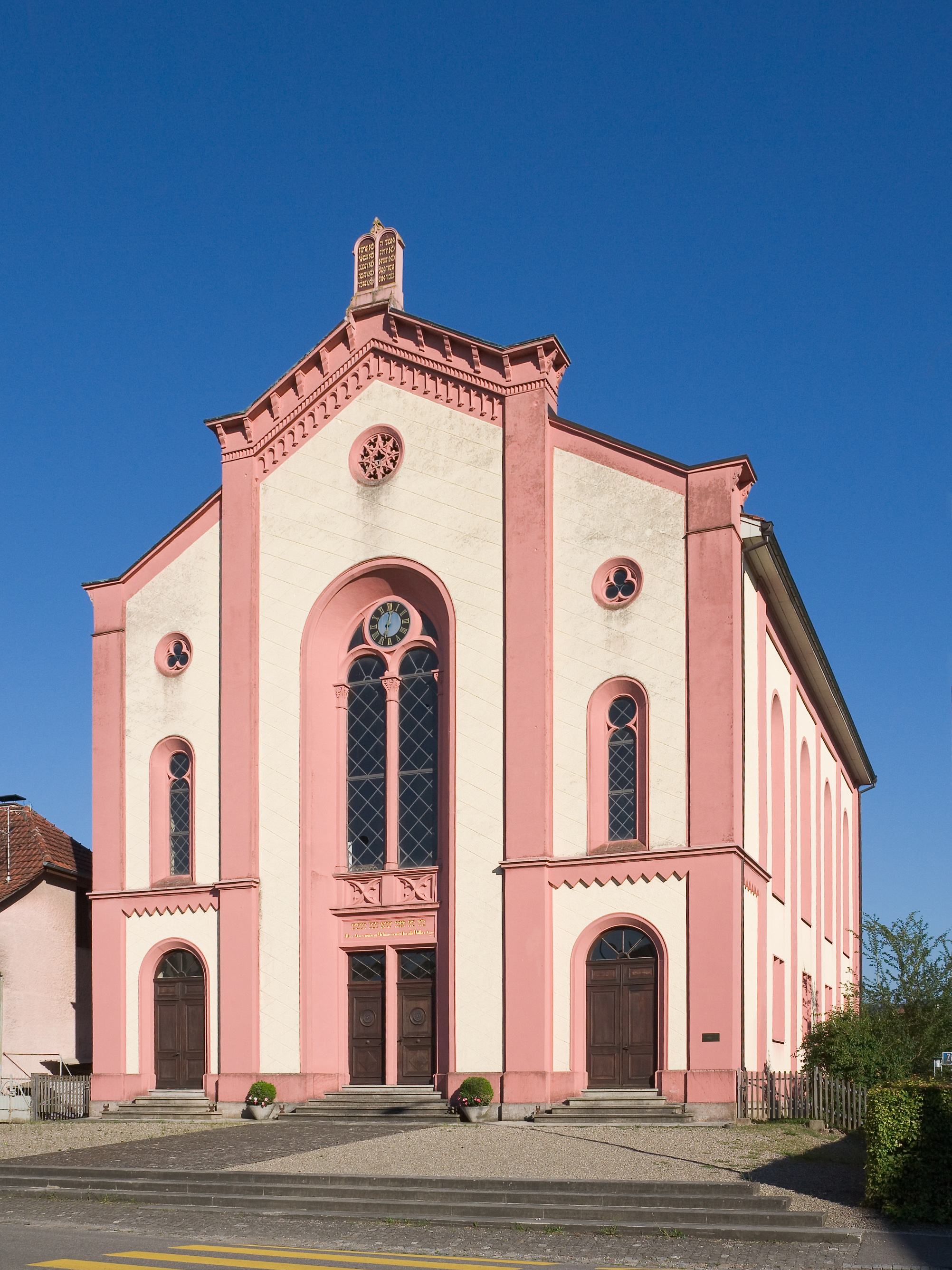
Синагога Ленгнау.

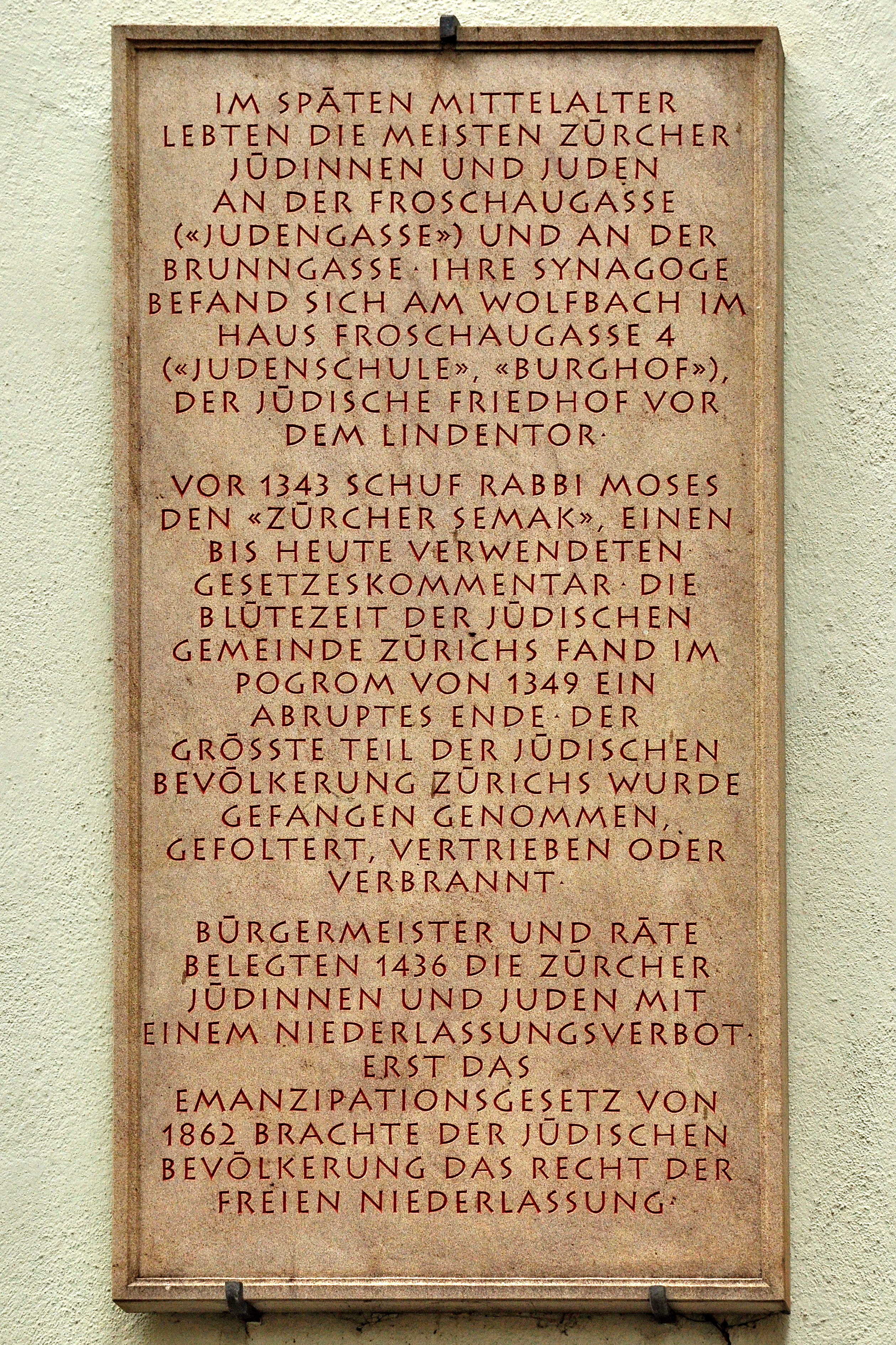
Synagogengasse, Ноймаркт в Цюриху

Історія євреїв у Швейцарії налічує щонайменше тисячу років. Євреї та юдаїзм були присутні на території нинішньої Швейцарії ще до виникнення середньовічної Старошвейцарської Конфедерації в 13 столітті (перші громади осіли в Базелі в 1214 році).
У Швейцарії є десята за величиною єврейська громада в Європі, де проживає близько 20 000 євреїв , що становить приблизно 0,4 % населення. Більшість єврейських громад проживають у найбільших містах країни, тобто в Цюриху, Женеві та Базелі.
Перший Всесвітній сіоністський конгрес 1897 року відбувся в Базелі і проходив у місті десять разів — більше, ніж у будь-якому іншому місті світу. У Базелі також знаходиться Єврейський музей Швейцарії, перший єврейський музей, відкритий у німецькомовній Європі після Другої світової війни. У той час як громади Базеля та Цюриха традиційно формуються великими ашкеназськими громадами, у Женеві також проживає важлива сефардська громада. Його головна синагога — синагога Хекхал Ханесс, вважається найважливішою сефардською синагогою в Швейцарії.

## Історія

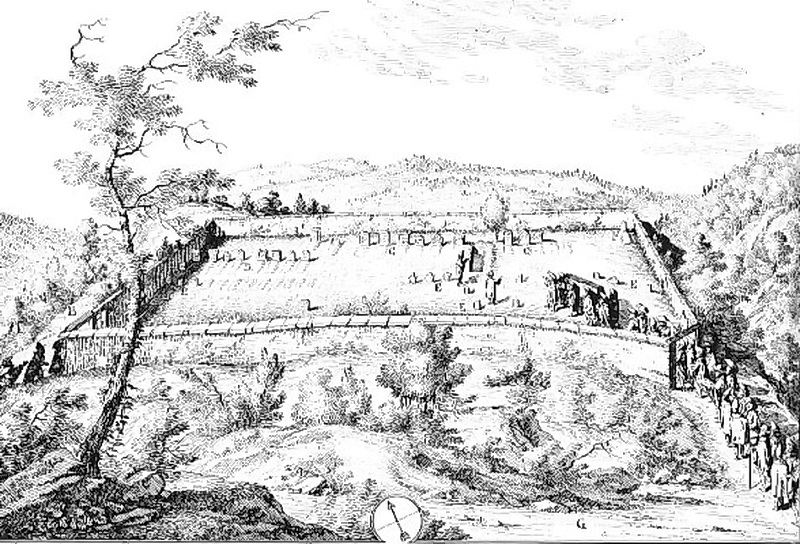
Малюнок єврейського цвинтаря в Ендінгені Йоганна Каспара Ульріха 1754 року.

### Рання історія
Кільце із зображенням Менори, знайдене в Августі Раурика (Кайзераугст) у 2001 році, свідчить про присутність євреїв у Верхній Германії, провінції Римської імперії. Енциклопедія Юдаїка згадує першу документацію про євреїв у Швейцарії в 1214 році. У середньовіччі, як і в багатьох місцях Європи, вони часто зазнавали переслідувань, наприклад, у 1294 році в Берні багато євреїв проживаючих в містах було страчено, а ті, що вижили, вислані під приводом вбивства християнського хлопчика. Ще один погром стався в Цюриху в 1249 році. На пам'ять про погром на місці колишньої синагоги за адресою Froschaugasse 4 в колишньому кварталі Ноймаркт встановлено меморіальну дошку. Євреї також були жертвами переслідувань під час Чорної чуми, яку часто звинувачували в тому, що вони спричинили отруєння колодязів. У 1349 році 600 євреїв у Базелі було спалено на вогнищі і 140 дітей примусово навернено в католицтво тоді як у Цюриху речі євреїв були конфісковані, а велика кількість євреїв спалена на вогнищі. У період чуми таких випадків було багато.

### Період раннього Нового часу
Євреїв було вигнано зі швейцарських кантонів у 1620-х роках. З 1776 року їм було дозволено проживати виключно в двох селах, Ленгнау і Оберендінген, на території нинішнього кантону Ааргау. Наприкінці 18 століття 553 єврея які проживали в цих селах становили майже все єврейське населення Швейцарії. Важливим джерелом про становище швейцарських євреїв у 18 столітті є «Sammlung Jüdischer Geschichten» 1768 року Йоганна Каспара Ульріха.
Починаючи з 1603 року, загинувших євреїв громад Сурбталя ховали на маленькому острові в річці Рейн, який називався Judenäule («єврейський острів»), який був зданий в оренду єврейській громаді. Оскільки острів неодноразово був затоплений і спустошений, у 1750 році євреї Сурбтала звернулися до Таґзатцунґу з проханням створити цвинтар поблизу їхніх громад у долині Сурб. Раз на рік комунальна шевра кадіша (хевра кадіша, арамейською : חברא קדישא, Ḥebh'ra Qaddisha, що означає «святе товариство») відвідувала могили на острові. У 1750 році Таґзатцунґ «дозволив» єврейським громадам Ендінгена і Ленгнау придбати ліси на невеликому пагорбі між Ендінгеном і Ленгнау, щоб створити Ендінгенське кладовище . Кладовище кілька разів розширювали. Відповідно до угоди, укладеної в 1859 році, дві п'яті цвинтаря належать ізраїльській громаді Ленгнау, а три п'ятих — ізраїльській громаді Ендінген.

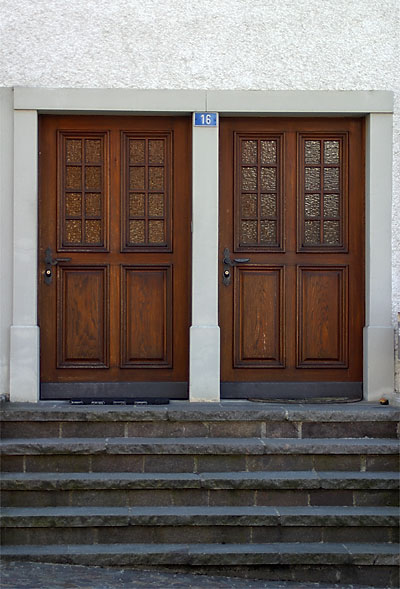
Дві окремі двері (один для євреїв і один для християн) в будинку в Ендінгені

Відповідно до постанови Таґзатцунґу 1678 року євреям дозволено селитися в громадах долини Сурб. Після 1776 року вони були додатково обмежені проживанням в Ендінгені або Ленгнау. Міграція євреїв до цих сіл з інших районів Швейцарії повільно, але неухильно змінювала зовнішній вигляд громад. Село Ендінген ніколи не будувало християнської церкви, лише єврейську синагогу . Місцеві християни їздили в сусідні села на церковні служби. Єврейські та християнські родини часто жили під одним дахом.
Жителі євреїв були обмежені щодо професій, якими вони могли займатися. Будинки були побудовані з двома окремими входами, один для євреїв і один для християн. Вони перебували під юрисдикцією вищих і нижчих судів баденського судового пристава і повинні були купувати у влади патенти на «захист і безпеку». Крім того, правила 18-го століття вказували, що євреям дозволено купувати та продавати свою худобу лише на відкритих ринках, а не безпосередньо у фермерів. У християн таких правил не було.

### Наполеонівська епоха
У 1798 році французи під керівництвом Наполеона I вторглися в Швейцарію і заснували Гельветійську Республіку. Республіка намагалася модернізувати та централізувати Швейцарську Конфедерацію, яка була не єдиною країною, а скорше союзом суверенних держав. Як частина цієї нової, ліберальної держави, швейцарські реформатори намагалися емансипувати євреїв у новому гельветському парламенті в Аарау. Коли ці зусилля зазнали невдачі, вони спробували змусити французів нав'язати цю зміну новому швейцарському уряду. Зміни республіки не були сприйняті багатьма швейцарцями, і питання емансипації євреїв стало ще одним спірним питанням між старим порядком і новим урядом.
У 1802 р. частина населення підняла повстання і виступила проти євреїв. Натовп пограбував єврейські села Ендінген і Ленгнау у так званому Zwetschgenkrieg («Сливовій війні»). У той же час інші повстання, такі як Стеклікріг, розтягнули французьку армію надто тонко, щоб французька влада гарантувала безпеку євреїв. Наполеону не вистачало військ, щоб принести мир у Швейцарію, і йому потрібні були швейцарські полки для своїх кампаній. Домагаючись мирного вирішення повстання, у 1803 році він видав Акт про посередництво. Акт посередництва був компромісом між Стародавнім режимом і Республікою. Одним із компромісів у Законі було те, що євреям не надавалися жодні інші права.

### Сучасна Швейцарія
До середини 19 століття в селі Ендінген проживало близько 2000 жителів, приблизно половина євреїв і половина християн. Для порівняння, у місті Баден одночасно проживало близько 1500 осіб.
Єврейське населення було досить добрим, толерантним, самокерованим і утримувало власну школу. У 1862 році була заснована єврейська громада Цюриха Israelitische Cultusgemeinde Zürich (ICZ), а в 1884 році на дорозі Левенштрассе була побудована синагога Цюриха. У 1879 році було побудовано єврейське село Ной-Ендінген. Воно залишалося переважно незалежним до 1983 року, коли знову злилося в село Ендінген.
Право на вільне поселення не було відновлено євреям у Швейцарській конституції 1848 року, а було надано лише після схвалення на референдумі . Право було посилено переглянутою конституцією 1874 року. Стаття 49 конституції 1874 року гарантує свободу віросповідання .
У 1876 році євреям було надано повну рівність у громадянських правах і дозволено подорожувати. До 1920 року більшість євреїв покинули долину Сурб. Наприкінці 19-го та на початку 20-го століть багато євреїв з Ельзасу, Німеччини та Східної Європи приєдналися до цієї основної групи. У 1920 році єврейське населення досягло свого піку в 21 000 осіб (0,5 % від загальної чисельності населення), цифра, яка з тих пір залишається майже незмінною.
У 1999 році Рут Дрейфусс стала першим єврейським президентом Федеральної ради Швейцарії.

## Мова
Євреї, які проживали в долині Сурб, колись розмовляли діалектом західного ідишу, сліди якого можна знайти в цьому регіоні і сьогодні. Західний ідиш в основному є сумішшю високонімецьких діалектів з івритом та арамейською лексикою, а також деяким впливом романських мов. Він відрізняється від східного їдишу тим, що в ньому набагато менше слов'янських запозичень (див. їдиш). На відміну від східного їдишу, яким певною мірою розмовляють польські та американські євреї, західний ідиш майже зник . Сьогодні є лише кілька, переважно літніх євреїв, які знають діалект євреїв долини Сурб, а Звуковий архів Цюрихського університету почав записувати те, що залишилося від діалекту.

## Демографічні показники
Згідно з переписом 2000 року, єврейське населення Швейцарії становило 17 914 осіб (0,2 % від загальної кількості населення). У 2015 році у Швейцарії налічувалося 17 250 євреїв віком від 15 років (близько 0,25 % від загальної кількості). Хоча кількість євреїв залишається досить стабільною з тридцятих років, їх відсоток у швейцарському населенні значно зменшився. Це плато пов'язане з імміграцією, без якої швейцарські євреї не змогли б запобігти демографічному спаду, пов'язаному зі старінням населення та численними змішаними шлюбами. Серед кантонів Швейцарії лише Цюрих, Базель-Сіті, Женева та Во мають єврейську громаду, яка перевищує 1000 осіб. Третина швейцарських євреїв проживає в кантоні Цюрих (у 2015 році 6045 осіб старше 15 років).
| Рік      | єврейське населення | %   |
| -------- | ------------------- | --- |
| 1850 рік | 3,145               | 0.1 |
| 1860 рік | 4216                | 0.2 |
| 1870 рік | 6996                | 0.3 |
| 1880 рік | 7,373               | 0.3 |
| 1888 рік | 8069                | 0.3 |
| 1900 рік | 12 264              | 0.4 |
| 1910 рік | 18 462              | 0,5 |
| 1920 рік | 20 979              | 0,5 |
| 1930 рік | 17 973              | 0.4 |
| 1941 рік | 19 429              | 0.4 |
| 1950 рік | 19 048              | 0.4 |
| 1960 рік | 19 984              | 0.4 |
| 1970 рік | 20 744              | 0.3 |
| 1980 рік | 18 330              | 0.3 |
| 1990 рік | 17 577              | 0.2 |
| 2000 рік | 17 914              | 0.2 |
| 2010 рік | 20 991              | 0.4 |

## Антисемітизм у Швейцарії

### Вигнання та емансипація
У 1622 році більшість євреїв, за винятком лікарів, були вигнані з усієї Швейцарії, за винятком двох сіл у кантоні Аргау . Особи, яким дозволено залишитися, були дискриміновані у фінансових питаннях (шкільний бюджет) та сімейних правах (шлюб). Емансипація змогла внести незначні позитивні зміни для євреїв у Швейцарії. Такі країни, як Велика Британія, Франція та США тиснули на Швейцарію, щоб вона надала всім громадянам рівні права, що було офіційно надано зміною конституції 1874 року

### Боротьба за Щита

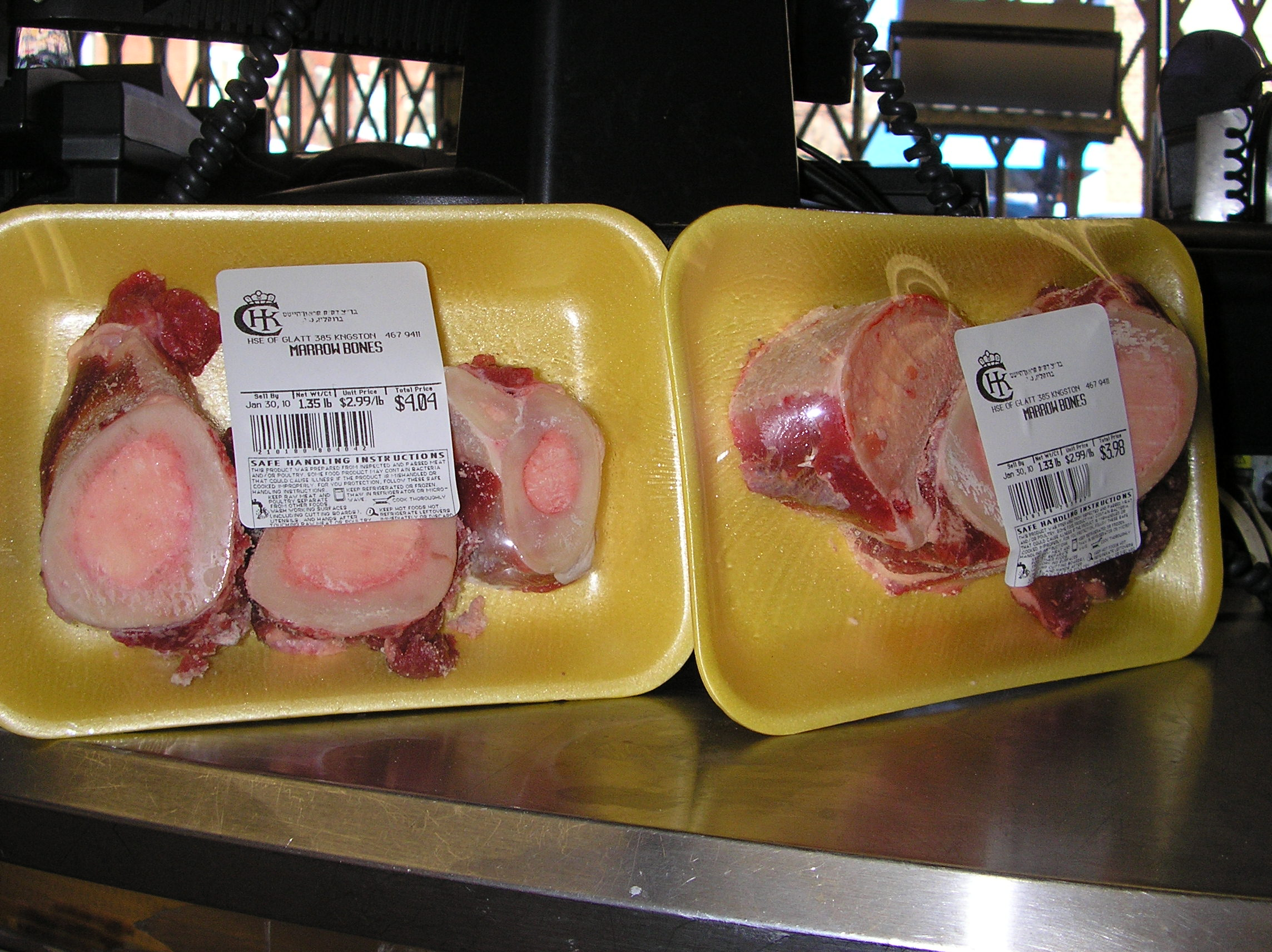
Кошерне м'ясо

Незважаючи на надання швейцарським євреям повної юридичної рівності в 1874 році, ритуальний забій (щитах кшера) був заборонений. У 1886 році організації проти жорстокого поводження з тваринами вимагали від уряду заборони кошерного забою. У 1893 році їхня кампанія була успішною, і кошерна Шечіта була заборонена в Швейцарії . Ця заборона не знята до сьогодні. Питання кошерного забою залишалося політично актуальним, і єврейські громади проводили кампанію за зміну закону. У 2002 році уряд Швейцарії дозволив євреям імпортувати кошерне м'ясо, однак члени єврейської громади Швейцарії не були задоволені. Альфред Донат (президент Єврейської федерації) заявив, що закон є «дискримінаційним і порушує права людини та релігійну свободу». Один із противників вимог єврейської громади Ервін Кесслер (президент секції Во Товариства захисту тварин) сказав: «або станьте вегетаріанцями, або покиньте Швейцарію». Деякі кажуть, що справжнім мотивом того часу було обмеження імміграції євреїв до Швейцарії зі Східної Європи.

### Голокост
Приблизно 23 000 євреїв знайшли притулок у Швейцарії, але уряд вирішив залишатися нейтральним і бути країною транзиту лише для єврейських біженців. До єврейських біженців ставилися інакше, ніж до біженців з інших релігій, що стосується фінансової підтримки, яку вони отримували. Уряд Швейцарії переконав Німеччину поставити штамп «J» у паспорті євреїв, щоб легше було відмовити єврейським біженцям у допуску. Коли тисячі євреїв намагалися втекти з Австрії після аншлюсу в березні 1938 року і знову в 1942—1943 роках, коли євреї намагалися уникнути депортації з Франції, Нідерландів та Бельгії, великій частині з них було відмовлено у доступі до країни. Під час Другої світової війни 25 000 євреїв отримали статус біженця в Швейцарії, але близько 30 000 євреїв отримали відмову в допуску до країни. Більшість біженців покинули країну до 1953 року 

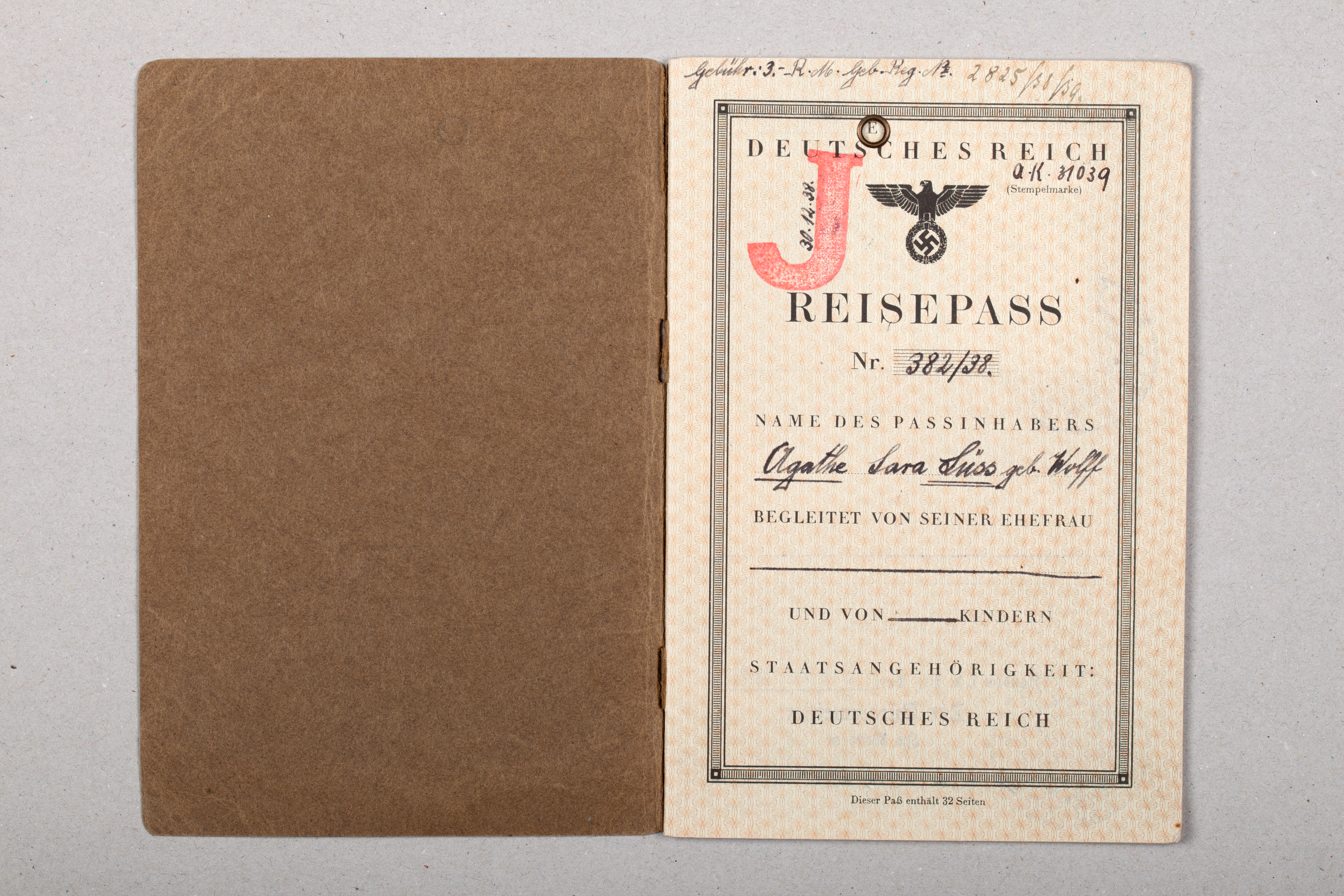
Зображений тут паспорт належав Агаті Зюсс. Сьогодні він знаходиться в колекції Єврейського музею Швейцарії в Базелі.

### Після Другої світової війни
Швейцарія загалом підтримує Ізраїль, зберігаючи нейтралітет у більш широкому ізраїльсько-палестинському конфлікті. Ця підтримка посилилася, коли в 1969 році арабський теракт був скоєний проти літака «Ель-Аль» у Цюриху та коли в 1970 році був здійснений акт диверсії проти літака Swissair, що прямував до Ізраїлю. Проте, як і в інших європейських країнах, антисемітизм та антиізраїльські настрої зросли з 2000 року за даними Інституту дослідження сучасного антисемітизму та расизму Стівена Рота.
У 1998 році, за даними New York Times і Chicago Tribune, у Швейцарії посилився антисемітизм у відповідь на посилений контроль дій країни під час Другої світової війни . Річне дослідження показало, що перешкоди відкритому вираженню расистських поглядів були знищені суперечками щодо відповідальності Швейцарії компенсувати жертвам Голокосту майно, втрачене під час Другої світової війни. Суперечка переросла в широке вивчення ролі Швейцарії у війні.
Опитування 2014 року показало, що більш ніж кожен четвертий житель Швейцарії є антисемітом, що робить населення Швейцарії одним з найбільш антиєвреївським у Західній Європі, згідно з онлайн-звітом, опублікованим Антидифамаційною лігою. Збройні дії Ізраїлю часто звинувачують у сплесках антисемітизму в Швейцарії, як от конфлікт Ізраїль-Газа 2014 року . Згідно зі звітом CFCA (Координаційний форум протидії антисемітизму), у Швейцарії різко зросла кількість антисемітських інцидентів. З липня 2014 року і початку війни в Газі Федерація єврейських громад у Швейцарії повідомила про вдвічі більше інцидентів, ніж зазвичай відбувається протягом цілого року. Висновки звіту такі, що нинішня ситуація набагато драматичніша, ніж інші війни на Близькому Сході, які викликали подібну реакцію населення Швейцарії. У 15 випадках інциденти призвели до звернення до поліції. Заяви, які з'являються в листах або у Facebook, стали набагато жорстокішими. Федерація також повідомила про образи та погрози. Європейський єврейський конгрес стверджує, що ці статистичні дані демонструють «величезне збільшення випадків антисемітських інцидентів у Швейцарії», цитуючи інше опитування, проведене Координацією між громадами проти антисемітизму та наклепу — CICAD. CICAD повідомила про фізичний напад на єврея, п'ять випадків погроз, три випадки пошкодження майна та три випадки нанесення графіті. Про один із таких інцидентів повідомляє Haaretz: "Ортодоксальний єврей з Бельгії отримав легке поранення під час нападу в Швейцарії, очевидці якого назвали антисемітським нападом. Потерпілий, ідентифікований лише як А. Вакссток, йшов до свого автомобіля, де на нього чекали дружина та четверо дітей, коли чоловік років шістдесяти почав його бити та вигукувати антисемітські нецензурні лайки, зокрема «Juden raus» або «Євреї, геть» німецькою.

## Кіно і телебачення
- Das Boot ist voll, швейцарський фільм 1981 року
- «Грюнінґерська осінь», швейцарський документальний фільм 1997 року
- Акте Грюнінгер, швейцарсько-австрійський фільм 2013 року
- Дивовижна подорож Волькенбруха в обійми шикси, швейцарський фільм 2018 року